# Dayramir González
Dayramir González Vicet (* 18. Oktober 1983 in Havanna) ist ein kubanischer Jazzmusiker (Piano, Komposition).

## Leben und Wirken
González wuchs in einer Musikerfamilie auf; sein Vater ist der Jazztrompeter Fabian González. Mit acht Jahren begann er mit dem Klavierspielen; er wurde an der Escuela Nacional de Arte ausgebildet. Gefördert von Oscar Valdés wurde er mit 16 Jahren als Gründungsmitglied und Pianist für die Band Diakara ausgewählt. In seinem dritten Highschool-Jahr holte ihn Giraldo Piloto in die Band Klimax, mit der die Alben Solo tú y yo (2008) und Todo Está Bien (2009) entstanden. Anschließend studierte González Komposition am Instituto Superior de Arte bei Juan Piñera. Mit einem Vollstipendium setzte er 2010 seine Ausbildung am Berklee College of Music in Boston fort; 2013 schloss er dort mit Auszeichnung ab.
2005 gewann González beim JoJazz-Festival in Havanna den ersten Preis in der Kategorie Komposition und sicherte sich damit einen Plattenvertrag beim kubanischen Label Colibri. 2007 erschien sein erstes Album Habana enTRANCE in Kuba, das 2008 drei Auszeichnungen der Cubadisco („bester Künstler“, „bestes Album“, „beste Aufnahme“) erhielt.
González trat 2012 im Rahmen der von Chucho Valdés betreuten Reihe „Voices of Latin America“ in der New Yorker Carnegie Hall auf. 2014 erhielt er den Wayne Shorter Award als Komponist des Jahres. 2018 erschien sein zweites, selbstproduziertes Album The Grand Concourse, das der Down Beat als „sensationales Projekt“ mit viereinhalb Sternen bewertete. Er ist auch auf Alben von Bobby Carcassés, Bunny Brunel, Justin Hurwitz, Manon Mullener und Joaquin Nuñez zu hören.

## Diskographische Hinweise
- 2007: Dayramir & Habana enTRANCe (Colibrí Productions)
- 2011: Octave (Jazz Revelation Records)
- 2018: The Grand Concourse (Machat Records)